# Valley Ranch
Valley Ranch és una concentració de població designada pel cens dels Estats Units a l'estat de Califòrnia. Segons el cens del 2000 tenia 92 habitants.

## Demografia
Segons el cens del 2000, Valley Ranch tenia 92 habitants, 42 habitatges, i 39 famílies. La densitat de població era de 21 habitants/km².
Dels 42 habitatges en un 11,9% hi vivien nens de menys de 18 anys, en un 88,1% hi vivien parelles casades, en un 2,4% dones solteres, i en un 4,8% no eren unitats familiars. En el 4,8% dels habitatges hi vivien persones soles el 4,8% de les quals corresponia a persones de 65 anys o més que vivien soles. El nombre mitjà de persones vivint en cada habitatge era de 2,19 i el nombre mitjà de persones que vivien en cada família era de 2,2.
Per edats la població es repartia de la següent manera: un 7,6% tenia menys de 18 anys, un 5,4% entre 18 i 24, un 8,7% entre 25 i 44, un 52,2% de 45 a 60 i un 26,1% 65 anys o més.
L'edat mediana era de 57 anys. Per cada 100 dones de 18 o més anys hi havia 107,3 homes.
La renda mediana per habitatge era de 82.736 $ i la renda mediana per família de 82.736 $. Els homes tenien una renda mediana de 61.250 $ mentre que les dones 17.679 $. La renda per capita de la població era de 32.505 $. Cap de les famílies estaven per davall del llindar de pobresa.

## Poblacions més properes
El següent diagrama mostra les poblacions més properes.